# Cantone di Carnières
Il Cantone di Carnières era una divisione amministrativa dell'arrondissement di Cambrai.
È stato soppresso a seguito della riforma complessiva dei cantoni del 2014, che è entrata in vigore con le elezioni dipartimentali del 2015.
Comprendeva i comuni di:
- Avesnes-les-Aubert
- Beauvois-en-Cambrésis
- Béthencourt
- Bévillers
- Boussières-en-Cambrésis
- Carnières
- Cattenières
- Estourmel
- Fontaine-au-Pire
- Quiévy
- Rieux-en-Cambrésis
- Saint-Aubert
- Saint-Hilaire-lez-Cambrai
- Villers-en-Cauchies
- Wambaix